# Laohekou
Laohekou (老河口市S, LǎohékǒuP) è una città-contea della Cina, situata nella provincia di Hubei e amministrata dalla prefettura di Xiangyang.